# 開麥拉驚魂
《热带惊雷》（英語：Tropic Thunder）是一部2008年的美国讽刺动作喜剧片，由本·斯蒂勒担任编剧、制片人和导演，并与小罗伯特·唐尼和杰克·布莱克共同主演。影片的主要情节围绕几名自视甚高的演员展开，他们正在拍摄一部越战题材电影。导演对几位演员的傲慢深感头痛，于是决定将他们送进丛林，迫使他们依靠自己的演技来面对真实存在的危险和实战。贾斯汀·塞洛克斯和伊坦·柯亨与斯蒂勒共同创作了剧本，影片由赤色时刻影业制作，梦工厂电影公司通过派拉蒙影业发行。
斯蒂勒早在出演《太阳帝国》中的一个小角色时就有了拍摄本片的想法，之后他请来塞洛克斯和柯亨一起创作剧本。2006年，影片获得开拍许可，再于2007年在夏威夷群岛的考艾岛取景，拍摄过程超过13个星期，刷新该岛历史上的电影制作规模纪录。制片商为电影做了大量营销宣传，如三位主要角色及其演出的虚构电影网站，虚构的电视特别节目，还有一款名为“屁股汗液”的机能性饮料。
影片上映后获得影评人的普遍好评，评论中称赞了电影的人物、剧情和模仿恶搞的伪预告片；但片中也有一些内容让部分人群感到冒犯。《热带惊雷》在电影院上映前就于2008年8月5日率先发行了配乐唱片。电影在北美开映的第一个周末就进账2600万美元，并且上映前三周都位居票房榜首位。影片及几位演员获得了多个组织的奖项提名，其中包括美国演员工会、广播影评人协会和美国电影艺术与科学学院。2008年11月18日，电影发行家用媒体，这时其票房已经达到1.8亿美元。

## 剧情
越战老兵约翰·“四叶”·泰拜克（John "Four Leaf" Tayback）的回忆录《热带惊雷》获改编成电影，主要演员包括逐渐过气的动作片明星塔格·史毕德曼（Tugg Speedman，本·斯蒂勒饰）、5次获奥斯卡金像奖的澳大利亚方法演员柯克·拉扎勒斯（Kirk Lazarus，小罗伯特·唐尼饰）、饶舌歌手阿尔帕·西诺（Alpa Chino，布兰登·T·杰克逊饰）、以及吸毒成瘾的喜剧演员杰夫·波特诺伊（Jeff Portnoy，杰克·布莱克饰）。但是，除新人男配角凯文·桑达斯基（Kevin Sandusky，杰伊·巴鲁切尔饰）对拍摄工作比较配合外，别的演员都很自命不凡、眼高于顶，不愿听从新人导演达米安·科伯恩（Damien Cockburn，史蒂夫·库根饰）的指挥，缺乏经验的导演不但无法驾御这几个耍大牌的明星，并且也很难适应大规模战争场面的拍摄，新闻报道中称，电影的拍摄已经落后日程表一个月之多。制片厂执行总裁莱斯·格罗斯曼（Les Grossman，汤姆·克鲁斯饰）命令达米安立刻让电影拍摄回到正轨，否则就会取消项目。
根据四叶的建议，达米安把几位演员送到丛林中部，这里会有隐藏的摄像机和遥控操纵的爆炸特效，以期拍摄出“游击式风格”的效果。演员们都配有真枪，但子弹都是空包弹，还有一份地图和场景列表，引导他们前去直升机的接应地点。但剧组和演员都没有想到的是，他们到达的位置已深入金三角腹地，这里正是生产海洛因的大型武装团伙“焰龙帮”的总部所在。达米安刚向几位演员交待了几句话就踩中了老式地雷而被炸得血肉横飞，几位演员吓了一跳，但塔格觉得这肯定是导演的诡计，用视觉特技做出来的效果，让大家以为他死了，另外几位演员也相信了他的说法，以为他们还是在拍电影，柯克觉得事情不大对头，但还是与其他人一起在丛林中跋涉。
四叶和烟火操作师科迪·安德伍德（Cody Underwood，丹尼·麦克布耐德饰）在寻找导演时被焰龙帮擒获，这时四叶吐露，自己的回忆录都是捏造的，他从来就没有当过兵。几位演员继续在丛林中前行，柯克和凯文发现塔格带路的方向错了。四位演员走得都很累，一心只想赶快获救，他们离开了塔格，后者独自前进，并遭焰龙帮所擒，但他仍然觉得这不过是在拍戏，把焰龙帮的海洛因加工厂当成剧本中的战俘营。焰龙帮的人发现塔格正是他们非常喜欢的电影《笨蛋阿瓜》中的明星，这部电影当年上映时无论票房还是评价上都一败涂地，但塔格却在帮派成员的逼迫下每天都要重演很多次。与此同时，塔格身在洛杉矶的经纪人里克·佩克（Rick Peck，马修·麦康纳饰）正试着同格罗斯曼谈判，要求对方遵守合同约定给塔格配备一台）。焰龙帮用电话联系佩克和格罗斯曼，要求支付塔格的赎金，但格罗斯曼不但拒付赎金，还羞辱了该帮。面对威胁，格罗斯曼不但表示无意救回史毕德曼，而且还利诱佩克，称塔格如果真的死了，经纪人就可以获得巨额保险。他还送给佩克一架湾流V型商务喷射机和大笔钱财，感谢对方的“配合”。
柯克、阿尔帕、杰夫和凯文发现了焰龙帮的海洛因加工厂，还发现塔格正受到酷刑折磨，于是他们打算根据电影的剧本开展营救。柯克冒充当地农民，杰夫则坐到水牛的背上假装是柯克的俘虏，两人负责分散武装警卫的注意力，以便阿尔帕和凯文找到塔格等人。不一会儿，焰龙帮发现柯克编造的故事存在矛盾，几位演员马上开火，虽然只是空包弹，但还是暂时吓得帮派不敢妄动。接下来焰龙帮发现这几个人不过是演员，于是取来军火开始反击。四位演员找到了塔格、四叶和科迪，众人跨越桥梁逃往接应的直升机，并且还要把桥炸掉以防焰龙帮追击。塔格在这个节骨眼上表示自己希望能留下来，因为他已经把那些帮派分子当成自己的家人，但焰龙帮开火追击时，他很快就回过神来继续逃命。四叶引爆了桥上安放的炸弹，塔格得以逃脱，但直升机升空后，焰龙帮朝众人发射了火箭弹。佩克这时突然出现，还带着一台机，看到演员身处险境，他把朝火箭弹扔去，两者碰撞并爆炸，演员们化险为夷。众人回到好莱坞，隐藏摄像机拍下的素材剪辑成了电影《热带娄子》（Tropic Blunder），在商业和评论上都获得了成功。塔格因此首获奥斯卡金像奖，柯克亲自担任颁奖嘉宾。

## 演员
- 本·斯蒂勒饰塔克·史毕德曼：他曾在主演《大热天》（Scorcher）系列电影时创下片酬、票房最高的动作片明星纪录。但如今，他的事业已经陷入停滞，出演的电影几乎部部都是血本无归。他还试图出演《笨蛋阿瓜》这样的严肃角色挽回聲譽，但同样以失败告终，所以同意出演四叶一角，希望给事业带来转机。本片的第一段模仿恶搞伪预告片就是《大热天：全球消融》（Scorcher VI: Global Meltdown），该片是《大热天》系列的最新作品。
- 小罗伯特·唐尼饰柯克·拉扎勒斯：非常有才华的澳大利亚方法演员，为了扮演黑人军士林肯·奥西里斯（Lincoln Osiris），他通过手术让皮肤变得更黑，此举引起了争议。接拍《大地惊雷》期间，拉扎勒斯一直沉浸在之前的角色中，说话也只用黑人英语口音。他的伪电影预告片《撒旦小径》（Satan's Alley）讲述的是12世纪爱尔兰修道院中两名同性恋僧侣的故事，这是对《断背山》等电影的戏仿，除唐尼外，另一位僧侣则由托比·马奎尔客串出演，预告片中还有唐尼和马奎尔一起出演的《奇迹小子》中的镜头。[3]
- 杰克·布莱克饰杰夫·波特诺伊：吸毒成瘾的喜剧演员，以在单部电影中出演多个角色闻名，喜剧风格属厕所幽默，并且又以放屁有关的笑料为主。他在电影的戏中戏里扮演一个声音刺耳，名叫“脂肪”的军人。波特诺伊的伪电影预告片叫《胖子放屁2》（The Fatties: Fart 2），围绕喜欢放屁的一家人展开，这家人全部都是由波特诺伊饰演，恶搞艾迪·墨菲在《肥佬教授2（英语：Nutty Professor II: The Klumps）》等片中一人分饰多角的演出。[4][5][6]
- 布兰登·T·杰克逊饰阿尔帕·西诺：希望能进军电影表演事业的说唱歌手，扮演一位名叫摩顿（Motown）的军人，同时还在为机能性饮料“屁股汗液”和糖果做宣传。他的名字是戏仿男演员艾尔·帕西诺[7][8]。电影开始播放伪预告片前还出现了“屁股汗液”和“砸开坚果”（Bust-A-Nut）糖果的虚假广告，伴奏歌曲则是《我爱那个阴部》（I Love Tha Pussy）。
- 杰伊·巴鲁切尔饰凯文·桑达斯基：值得尊敬的新人演员，所有演员中只有他在电影开拍前看过剧本和回忆录，还参加了新兵训练营。桑达斯基在戏中戏里饰演一位名叫布鲁克林（Brooklyn）的青年军人，他还是所有演员中唯一没有牵涉内部冲突、而且也没有根深蒂固的不安全感的一位。
- 尼克·诺特饰约翰·“四叶”·泰拜克：《热带惊雷》的作者，戏中戏就是根据这本回忆录改编。但他没有当过兵，回忆录中的经历都是编造的。正是他提议把几位演员扔到丛林深处，让他们体会军人在陌生土地上迷失的感觉。
- 史蒂夫·库根饰达米安·科伯恩：缺乏经验的英国导演，无法驾御电影中几位耍大牌的明星。
- 丹尼·麥布萊饰科迪·安德伍德：电影的爆破专家和直升机飞行员。他还是个纵火狂。
- 马修·麦康纳饰里克·佩克：塔格·史毕德曼的经纪人，也是他最好的朋友，对他非常忠实。
- 比爾·哈德：莱斯·格罗斯曼的助理，也是他的得力助手。
- 布兰登·司徒（英语：Brandon Soo Hoo）饰特朗（Tran）：焰龙帮的少年领袖，也是片中主要的反派角色。报道中将这一角色与克伦民族联盟游击队领袖吴约尼和吴路德（英语：Johnny and Luther Htoo）相比较[9]。
- 雷吉·李饰炳（Byong）：焰龙帮的二号人物。
- 汤姆·克鲁斯饰莱斯·格罗斯曼：满嘴脏话，脾氣暴躁的电影公司执行总裁。

多位演员和名流在片中以真实身份出镜，其中包括托比·马奎尔、提拉·班克斯、玛丽亞·曼努诺斯、马丁·劳伦斯、杰森·贝特曼、兰斯·巴斯、詹妮弗·洛芙·休伊特、艾丽西亚·希尔维斯通和强·沃特。另外，克里斯蒂娜·泰勒（同時是本·斯蒂勒的夫人）、米妮·安顿、安东尼·雷维瓦、蕾切尔·艾弗里和伊薇特·尼科尔·布朗在片中出演了小角色。编剧贾斯汀·塞洛克斯也在电影中露了两次面，一次是UH-1直升机上的机枪手，另一次则是电影《名模大間諜》删除镜头中的唱片骑师。

## 制作

### 剧本
斯蒂勒曾在《太阳帝国》中出演过一个小角色，他在该片拍摄期间构想出《热带惊雷》的大致框架。他知道有些演员在为战争电影角色做准备而参加新兵训练营后会变得有些“妄自尊大”、“自以为是”，觉得自己就真是当过兵的人了，斯蒂勒想拍一部有关这类演员的电影。据编剧塞洛克斯透露，剧本起初讲述的是多位演员前去参加模拟新兵训练营，但回来时已经患上了创伤后心理压力紧张综合症。最终完成的剧本讽刺了多部越战电影，如《现代启示录》、《野战排》、《全金属外壳》、《血肉战场》和《猎鹿人》。塞洛克斯指出，由于明星网站和好莱坞新闻的影响，观众对好莱坞内部运作有了更多的认识，这也降低了本片剧本创作的难度。一些剧本中没有的台词则是演员在片场即兴发挥的产物。

### 演员选择
伊坦·柯亨设计柯克·拉扎勒斯一角是旨在讽刺一些方法演员费九牛二虎之力诠释角色的做法。斯蒂勒联系唐尼时，后者正在夏威夷州度假。唐尼在接受电视台《早间秀》节目采访表示，自己当时的第一反应是：“这真是我听过最愚蠢的点子！”而斯蒂勒的回应则是：“就是嘛——这真太棒了！”。唐尼还在另一次采访中表示，自己虽然同意接演，但对应该如何表现这个人物却一点思路都没有，最终他决定采用摇摆式说话风格，并且嗓音低沉而沙哑，接下来他在与斯蒂勒通电话时用这样的声音试镜，导演马上就拍板决定采纳这一风格。唐尼表示，自己诠释这个角色时是以罗素·克劳、柯林·法瑞尔和丹尼尔·戴-刘易斯三位男演员为原型。柯克·拉扎勒斯在起初的剧本中是爱尔兰人，但唐尼表示，如果角色是澳大利亚人，他可以更好地即兴发挥，他曾在《天生杀人狂》中出演过类似的古怪人物，并且那也是个澳大利亚人，于是拉扎勒斯也就改写成了澳大利亚人。唐尼在拍摄间隙、甚至离开片场时仍然保持在入戏状态，剧本中也加入了相应内容由他的角色表演。唐尼的化妆过程需要耗费一个半到两小时的时间，对此他表示：“一名化妆师从我脸的这一边开始，另一名则在另一边开始，然后他们会在中间会师”。
唐尼知道，自己的角色有可能会引发争议：“归根究底，这里探讨的是你对角色到底有多投入。如果我觉得这在道德上有些站不住脚，或是很容易让人误以为我只不过是（《灵魂男人》中的）C·托马斯·豪威尔的话，我会直接就待在家里”。布兰登·T·杰克逊表示：“我刚看到剧本的时候就想着：什么情况？扮演黑人？但当我看到他，就那么变成一个黑人……这样的表演真是太棒了。在片场的时候情况很怪异，因为他一直都沉浸在自己的角色里。他是方法演员”。对于身为白人演员的唐尼却来扮演黑人，斯蒂勒表示：“从电影的背景上来说，他是在扮演一名白人演员，而这位方法演员又非常投入地在出演一个黑人。对于观众们来说，他们看到的就是一部恶搞演员、并且讲述这些演员是何等认真地对待自己角色的电影”。斯蒂勒安排多位黑人新闻工作者和美国全国有色人种协进会预先看过本片，他们对这个角色有着良好的迴响。
汤姆·克鲁斯起初只是客串出演斯蒂勒角色的经纪人里克·佩克，但在他的提议下，片中新增了制片公司总裁一角。莱斯·格罗斯曼由斯蒂勒和克鲁斯共同创作，是位中年商人。出演这一人物时，克鲁斯需要穿上增肥装，并装上塑料制成、看上去更粗壮的假手，以及化妆成秃头的頭套。正是克鲁斯提议让人物的手看上去更大，并在片尾随着佛罗·里达的歌曲起舞。斯蒂勒打算把克鲁斯的角色保密，直到电影上映时再由观众自己去发现；此外，派拉蒙电影也拒绝把克鲁斯的角色形象照片向媒体公布。2007年12月，克鲁斯秃顶并且身穿增肥装的照片出现在《内部版本》（Inside Edition）节目和互联网上。克鲁斯的律师声称，发布克鲁斯身穿戏服照片的媒体将遭到起诉。他们联系了多个发布图片的网站，很快就已将这些照片删除。克鲁斯的一位发言人表示：“克鲁斯先生的扮相本应给予他在全世界的粉丝以惊喜，狗仔队毁掉了我们留给影迷们去发掘的乐趣”。这张照片首先是由摄影机构发布的，该机构发表声明回应称：“这些照片是在没有违反任何刑事或民事法律的情况下拍摄的，我们已经决定立即停止其发布”。
托比·马奎尔是在最后关头确定出镜的演员，他只能在片场停留两小时拍摄《撒旦小径》的镜头。唐尼表示，他对马奎尔同意客串出演这一角色感到意外，并且还觉得两人在本片中的演出就像是之前在2000年电影《奇迹小子》中共同演出的“因果报应”，该片中两人的角色有过一夜情。由于克鲁斯需要出演格罗斯曼，因此欧文·威尔森获选出演里克·佩克。但威尔森因2007年8月试图自杀而退出了剧组，取代他的人选是马修·麦康纳。

### 拍摄
剧组曾考虑将南加州和墨西哥作为主要拍摄地点，但本片的大部分镜头最终都是在夏威夷群岛的考艾岛取景，斯蒂勒的家就在这里。剧组之所以选择考艾岛而非墨西哥，主要是因为他们通过与考艾岛电影协会谈判后达成协议，在夏威夷州以内的支出可以获得税收抵免。摄影师约翰·托尔表示，考艾岛入选的另一个原因是当地的气候与越南相似，并且同样有着密集的树林枝叶和各种各样的地形。早在2004年时，斯蒂勒就对考艾岛做了斟查，看这里是否适合成为《热带惊雷》的取景地点。他在6个星期里花了超过25小时使用全地形车、船只和直升机对岛上进行探索。2006年，梦工厂批准电影开拍，其前制准备工作持续了6个月，其中大部分时间都花在对更多潜在取景地点的堪测上。片中洛杉矶以及室内镜头的拍摄是在好莱坞的环球影业片场进行。

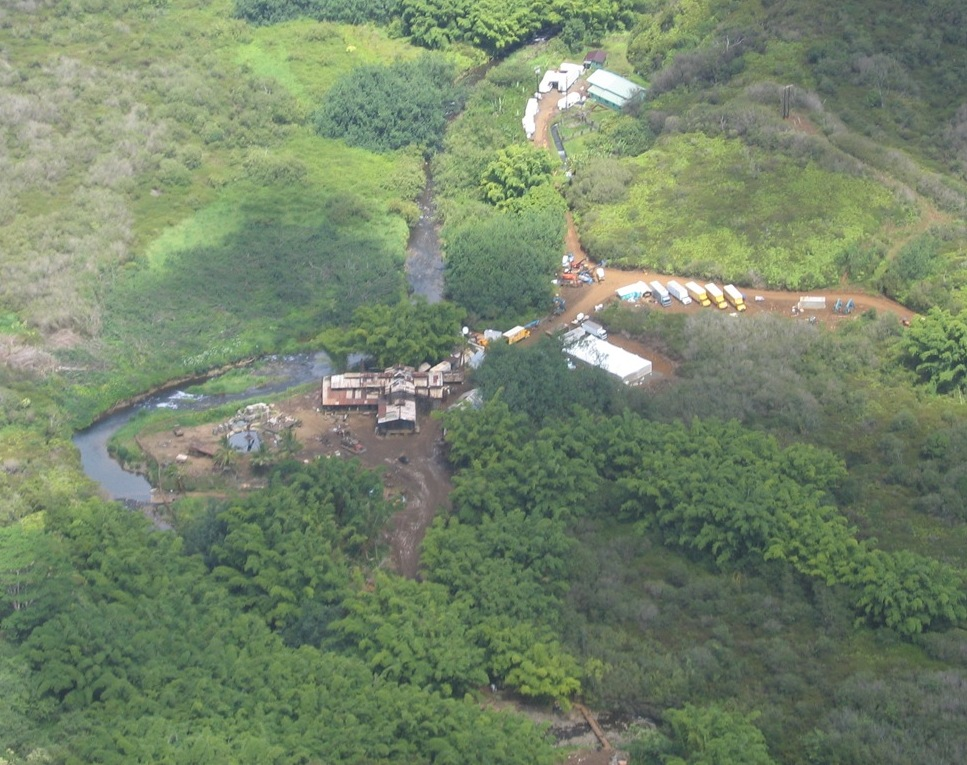
2007年9月，电影剧组设在考艾岛的片场。

《热带惊雷》是5年来在考艾岛摄制的第一部大型制片公司作品。拍摄工作完成后，影片的拍摄规模创下岛上的新纪录，为地方经济贡献了超过6000万美元。《夏威夷电影和录像杂志》（Hawaii Film & Video Magazine）执行主编蒂姆·瑞安（Tim Ryan）对此表示：“我认为，《热带惊雷》会给考艾岛带来电影制作领域长期中断而迫切需要的宣传……这应该可以让考艾岛重新进入电影拍摄的考量雷达范围”。前期制作人员从2006年12月开始来到岛上工作，主体拍摄工作则在2007年7月展开，拍摄工作持续了13个多星期，在岛上至少7个地点取景。大部分拍摄地点不是私人领地就是受到保护的栖息地。剧组还找来岛上500位居民扮演片中的村民。岛上有两组人员同时进行拍摄，空中还有直升机拍摄队。大部分外景以及片尾镜头拍摄所用的桥梁都是在三个月里搭建起来的。岛上天气变化无常，产生的降水和照明问题对拍摄产生不利影响。由于地形复杂，剧组在转移设备和演员时也面临困难。
勇士公司获聘为电影提供咨询，确保片中战争场面和演员的装束看上去更真实。多位前美国军人教导几位演员如何手持武器、如何开火并重新装弹，还教他们各种战术动作。电影开头的战争场面动用了50名特技演员，并且拍摄时间超过3个星期。为了映射出拍摄所需的摄像机角度，剧组还使用了样片制作手段。

### 特效
影片中约500个视觉效果镜头涉及的各种场景和元素由6家公司共同制作，并且在一段时间里每周都会根据试映时观众的反应做调整。视觉特效集团协助制作了《大热天：全球消融》的伪预告片，还有20段家用媒体中增加的镜头内容。为了增强电影的喜剧效果，片中一些爆炸、遭遇战之类大场面经过特别处理，看起来更具破坏力。视觉效果总监迈克尔·芬克（Michael Fink）针对片中夸张的爆炸镜头表示：“我们竭力让直升机迫降坠毁的镜头看起来更真实。本（·斯蒂勒）对此态度坚决，但与此同时，他又希望爆炸场面看起来更壮观。当你看到直升机触地时，那（爆炸）看起来仿佛是装满了汽油一般！本出演的军士角色也是这么回事，他几乎是挡住了一颗手榴弹……我在陆军服役三年，从来没有哪颗手榴弹会像那样爆炸……但这在电影里是个非常有戏剧性的时刻，看起来实在很酷……而且感觉也很真实。”
电影片头大型凝固汽油弹爆炸的镜头需要一个长达137米的炸药容器，其中盛有4165升汽油和柴油燃料。剧组在确定所需的摄像机角度和照明需要后，将爆炸中需要用到的所有棕榈树都移动到了特定地点。由于这场仅持续1.25秒的爆炸规模和耗资都很庞大，因此镜头只拍了一次，并且动用了12台摄像机来记录。为保障工作人员和演员的安全，所需的雷管直到爆炸前1小时才安装，并且任何人都不得接近雷管方圆120米内。整场爆炸由12次较小规模的爆炸组成，产生的蘑菇云有110米高。丹尼·麦克布耐德出演的科迪·安德伍德是唯一在爆炸镜头中真实出现的人物，其他角色则都是通过数字手段添加进去。片尾桥梁爆炸的镜头使用了9台摄像机一起记录，这也是片中最后几个用这么多台摄影机拍摄的镜头之一，为了保障安全，剧组人员需要撤离到爆炸地点910米外。

## 宣传

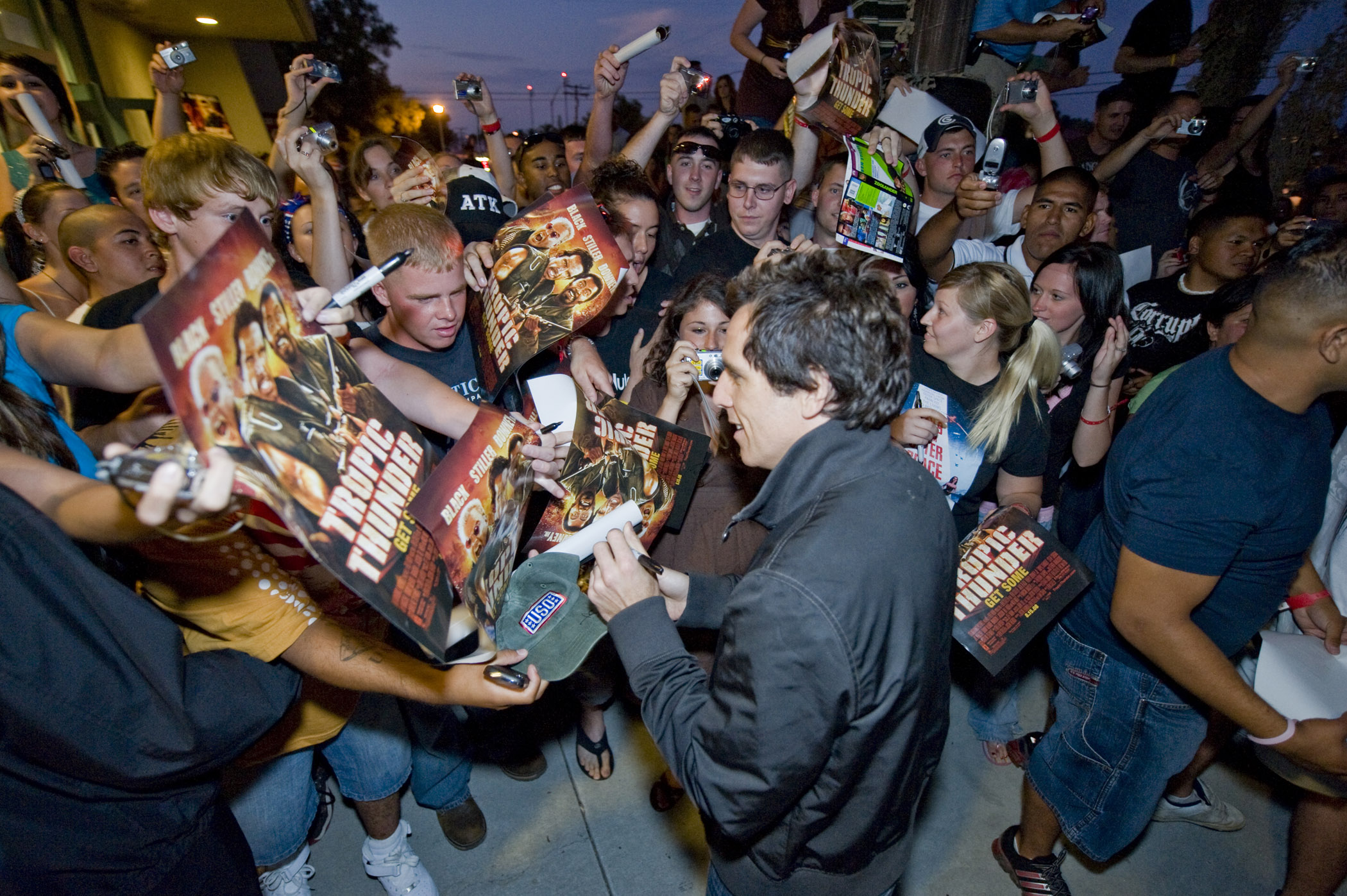
2008年8月3日，本·斯蒂勒为影迷签名。

2008年4月，影片发行了首部预告片。《卡尔加里先驱报》（Calgary Herald）给予这段预告片的评分是3（最高为5），称：“这（部电影）要么会很不错，要么就会非常非常糟糕”。《娱乐周刊》的加里·苏斯曼（Gary Susman）怀疑电影会“变成恰恰是它所嘲弄的那种臃肿的动作片怪兽”。这段预告片获得了第9届金拖车奖最佳喜剧电影预告片奖。梦工厂还发行了一段红带预告片（即R級預告片），是该公司首次用这种预告片来宣传其电影。
斯蒂勒、唐尼和布莱克一起出现在《美国偶像》第7季的最后一集节目中，使用葛蕾蒂絲·奈特（Gladys Knight）的演出视频片段模仿她和種子合唱團的演出。三位男演员之后还在2008年MTV电影大奖颁奖晚会上表演了节目，主要内容是他们打算制作一段成功的病毒视讯来为电影宣传，但却导致了尴尬的结果。2008年9月，斯蒂勒和唐尼出席圣塞瓦斯蒂安国际电影节为影片宣传。影片在电影节上放映，但没有进入竞赛单元。
2008年4月到2008年8月电影正式发行的这段时间里，《热带惊雷》一共进行了超过250场次促销式放映。2008年8月3日，斯蒂勒、唐尼和布莱克到访彭德尔顿营，这里是美国海军陆战队位于加利福尼亚州的一处基地，几位演员在此向上千名军人及他们的家人放映了本片。这次放映是以美国联合服务组织的名义进行，并且演员们是乘坐直升机和悍马车前往放映点。2008年8月8日，一部长约30分钟的虚构《好莱坞真实故事》特别节目面世，其内容为《热带惊雷》的制作过程；电子游戏《虹彩六號：拉斯維加斯2》中加入了以本片为主题的寻宝活动，斯蒂勒还同意根据本片创作的在线游戏应用中使用自己的肖像。
派拉蒙电影公司宣布，为了配合影片上映，该公司将推出其中的机能性饮料“屁股汗液”。派拉蒙消费品总裁迈克尔·科科伦（Michael Corcoran）对此表示：“我们非常兴奋，因为它（指饮料）有着远远超出电影（发行）生命周期的潜力”。该饮料通过多家大学书店、亚马逊网站及其他零售商销售。

### 虚假网站和伪纪录片
电影中的几位主要角色都是演员，制片公司为此制作了这些“演员”及其之前演出电影的虚假网站。8月4日，由于有残疾人权利倡导人士提出抗议，梦工厂撤掉了片中虚构电影《笨蛋阿瓜》的网站。
2008年7月中旬，伪纪录片《疯狂的雨》（Rain of Madness）的伪预告片面世，是恶搞《黑暗之心：現代啟示錄拍攝紀錄》（Hearts of Darkness: A Filmmaker's Apocalypse）的作品。编剧贾斯汀·塞洛克斯成为其中虚构的纪录片电影人扬·于尔根（Jan Jürgen），记录下《热带惊雷》戏中戏的“幕后故事”。《热带惊雷》正式发行前，这部伪纪录片还推出了海报和官方网站。电影上映后，伪纪录片通过发布，并且也包含在家用媒体中。派拉蒙公司广告经理艾米·鲍威尔（Amy Powell）针对《疯狂的雨》的发行时机表示：“我们总是觉得，人们会在水冷器旁谈论《热带惊雷》，这正是我们要在电影上映两周后发布《疯狂的雨》的原因：让这种有利的氛围持续下去”。

## 发行

### 院线上映
2008年8月11日，《热带惊雷》在加利福尼亚州西木区的曼村剧院首映，两天后再进入大范围上映。多个残障人士团体的成员前来抗议片中对智障人士的刻画。这些组织透露，这是他们首次聚集到一起针对一场活动提出抗议。这导致首映式上通常畅通无阻的红地毯被3米高的栅栏阻挡，并且在场的保安人员数量也有增加。9月影片在英国首映时没有出现人群抗议的情况。
影片原计划于2008年7月11日在北美上映，但一度推迟到8月15日，最终又一次调整到8月13日。为此二十世纪福克斯将家庭喜剧《戴夫号飞船》提前到7月空档期。8月13日还是家庭动画长片《星球大战：克隆战争》和恐怖片《鬼镜》上映的第一个周末。制片公司认为，8月的第三个星期由于许多学生都已返校，因此上映电影的票房成绩会不及暑假早期发行的作品。之前曾有多部R级喜剧片——如《四十岁的老处男》和《男孩我最壞》——也是在8月中旬上映，并且都收获了良好的票房成绩。针对《热带惊雷》的上映日期，派拉蒙公司副总裁罗布·摩尔（Rob Moore）表示：“对于暑假即将结束的年轻人来说，你就想开心一场，忘掉自己还要上学。有什么能比一部疯狂的喜剧更合适呢？”

### 票房成绩
梦工厂执行总裁斯泰西·斯奈德（Stacey Snider）认为，影片上映的第一个周末会进账3000万美元左右，并且会像《波拉特》一样取得美加两国1.29亿美元，全球票房2.6亿美元的较大成功。《热带惊雷》上映前，《蝙蝠侠：黑暗骑士》已经占据票房冠军位置4个星期。加拿大《全国邮报》的鲍勃·汤普森（Bob Thompson）估计，《热带惊雷》上映第一个周末的票房将超越《蝙蝠侠：黑暗骑士》。《娱乐周刊》在对暑期电影所做预测中估计，本片会以1亿4260万美元的成绩在美国暑期票房榜上排名第10。
《热带惊雷》在美国和加拿大的3319家电影院开映，前5天收入3684万5588美元。影片以2581万2796万美元的成绩超越同一周开始发行的《星球大战：克隆战争》和《鬼镜》，登上票房榜冠军宝座。梦工厂发言人奇普·沙利文（Chip Sullivan）对此表示：“老实说，我们惊呆了。它完全达到了我们的期望”。国际市场方面，影片率先在俄罗斯的418家电影院和阿拉伯联合酋长国的19所院线上映，分别进账220万和31.9万美元。
《热带惊雷》在票房榜冠军位置共保持了3个星期，成为2008年继《蝙蝠侠：黑暗骑士》之后第二部达到这一目标的电影。影片最多时在美国的3473家电影院上映，这个数字可以在2008年发行的电影中排到第25位。本片票房可以在2008年所有的级电影中排到第5名，还以超过1.1亿美元的成绩刷新斯蒂勒导演电影的纪录。最终本片一共在美加两国收入1亿1051万5313美元，全球市场共计1亿8807万2649美元。

### 专业评价
影片获得了评论员的普遍好评。根据烂番茄上收集的230篇评论文章，其中有190篇给出“新鲜”的正面评价，“新鲜度”为83%，平均得分7.1（最高10分）。而上收集的39篇评论中则有30篇好评，无差评，9篇褒贬不一，综合评分71（最高100）。
2008年4月，《纽约时报》的迈克尔·奇普利（Michael Cieply）在出席业内预映活动后认为，本片“……塑造成了（梦工厂）最优秀的新作”。《今日美国》的克劳迪亚·普伊格（Claudia Puig）给予电影正面评价，称“里面有一些疯狂的搞笑场面，虽然有一些部分很沉重，另一些则没有什么意义，幽默和讽刺的效果也被过于可怕的镜头削弱。但是，当进入搞笑段落时，那就真是很好笑”。托德·麦卡锡（Todd McCarthy）在《综艺》撰文批评了本片：“除了小罗伯特·唐尼和汤姆·克鲁斯轮番上阵带来的那些令人吃惊的漫画式可笑演出外，这些滑稽的动作其实相当薄弱、冗余而单调。《环球邮报》的里克·葛瑞恩（Rick Groen）对电影的观感也不理想，称这是“……以喜剧为幌子的袭击——观看这部电影就像是被小丑打劫”。·琼斯（J.R. Jones）在《芝加哥读者》上表示，“电影剩下的部分一直没能达到开场时那种欢闹的高度，这部分是因为大规模的电影制作扼杀了噱头，但主要也是因为这些噱头也太容易遭到扼杀了”。
电影开场前播映的伪预告片所获评价褒贬不一。《新闻周刊》的大卫·安森（David Ansen）给予这些预告片正面评价，称“《热带惊雷》是这个夏天最好笑的电影——事实上它是如此搞笑，电影都还没开始你就笑起来了”。美联社的克里斯蒂·勒迈尔（Christy Lemire）称这些预告片是“……这趟旅程里最棒的一部分”。不过《乡村之声》（The Village Voice）的罗伯特·威隆斯基（Robert Wilonsky）持负面看法，在他看来，这些预告片的喜剧形式过于浅显，缺乏深度。
片中演员的表演所获评价同样褒贬不一。许多影评人称赞了唐尼的演员，称他非常“抢戏”、“……搞笑到出人意表……”会给观众带来他“节目中最美好的回忆”。斯科特·范伯格在《洛杉矶时报》上批评片中让唐尼诠释非裔美国人的做法，他在评论中写道：“我无法想像在任何情况下（我）可以接受扮演黑人的演出，这和我无法想像自己接受（电影中出现）开头的那个词（指，意为“黑鬼”，是对非裔美国人的蔑称）一样”。萨拉·维尔科默森（Sara Vilkomerson）表示，克鲁斯的配角演出“……有趣到让人惊喜”。《纽约》的洛根·希尔（Logan Hill）则对克鲁斯的客串演出持负面看法，称这“……让他看起来有些失落，甚至可怜——仿佛他竭尽全力地想要引起那些逐渐背弃他的年轻影迷注意”。
多位影评人针对片中一些谈论智障的台词进行了探讨。杜安·杜德克在《密尔沃基哨兵日报》（Milwaukee Journal Sentinel）称，电影“……刚好到了会（让人感到）冒犯的程度。由于影片还很好笑，其中毫无同情或怜悯，因此我们会奇怪自己怎么还能笑得出来”。《华盛顿时报》的克里斯蒂安·托托（Christian Toto）看法相反：“因其中多次用到‘白痴’一词……《热带惊雷》会引来特殊利益集团的炮火……但观众的眼睛是雪亮的，他们会知道这种幽默到底是指向何方，而且他们都笑得如此欢畅，以致于根本不会把这当成冒犯”。音乐电视网的库尔特·洛德（Kurt Loder）也不觉得唐尼诠释非裔美国人有什么不妥：“如果说阿尔帕·西诺嘲弄拉扎勒斯朗诵黑人颂歌之举还不过是像歌词中的主题那样有些好笑的话，那么拉扎勒斯向史毕德曼解释他出演的《笨蛋阿瓜》以失败告终的原因——他不应该完全就是个白痴，而是应该用《阿甘正传》中那种可爱的方式将人物软化，这样的解释实在是一针见血，让你屏息凝神、叹为观止”。

### 评论名单
2009年1月，《娱乐周刊》将《热带惊雷》评为“过去25年来25部最优秀的喜剧片”之一。影片还登上了多位影评人的2008年十大佳片榜单。斯蒂芬·金把本片排在第4位，称这是“今年最有趣，最有胆量的喜剧片”。《俄勒冈人》（The Oregonian）的马克·莫汉（Marc Mohan）将电影排名第6，同样属该报的迈克·拉塞尔（Mike Russell）则将之排第7，与《纽约每日新闻》的伊丽莎白·韦茨曼（Elizabeth Weitzman）、《首映》杂志、以及《旧金山纪事报》的彼得·哈特劳布（Peter Hartlaub）所排名次相同。《新闻周刊》的大卫·安森将其排在第8位，《娱乐周刊》的丽莎·施瓦茨鲍姆（Lisa Schwarzbaum）则排第10。

### 荣誉
2008年10月，派拉蒙电影公司开始为《热带惊雷》在年底的电影奖项角逐造势，并为唐尼宣传，希望他能获得奥斯卡最佳男配角奖提名。2008年11月出版的《娱乐周刊》中认为，唐尼将与另外两人竞争这一奖项。作为一种将戏中戏扩展到现实生活的方式，互联网上出现了至少两段“供您参考”的广告，宣传唐尼扮演的柯克·拉扎勒斯角逐最佳男配角奖，其中一场还包括《撒旦小径》中没有在伪预告片中出现的“镜头” 。派拉蒙影业还至少为唐尼的角色制作了一段打算作为早期“供您参考”视频的宣传广告。2009年1月22日，美国电影艺术与科学学院宣布唐尼获得男配角奖提名，但最终在第81届奥斯卡颁奖典礼上胜出的是出演《蝙蝠侠：黑暗骑士》的希斯·莱杰。
随着2008年底好莱坞年度电影颁奖季的来临，《热带惊雷》开始获得多个组织和团体的奖项及提名，首先是于2008年10月27日赢得第12届好莱坞电影节的“好莱坞年度喜剧奖”。影片在卫星奖角逐中获音乐剧及喜剧类最佳影片奖提名，唐尼也获得了最佳男配角奖提名。广播影评人协会提名唐尼角逐最佳男配角奖，并授予《热带惊雷》评论家选择奖最佳喜剧电影奖。唐尼和克鲁斯都获好莱坞外国记者协会提名金球奖最佳电影男配角奖。波士顿影评人协会授予影片最佳群体演出奖。唐尼还获得了美国演员工会和英国电影和电视艺术学院的最佳男配角奖提名。

### 家用媒体

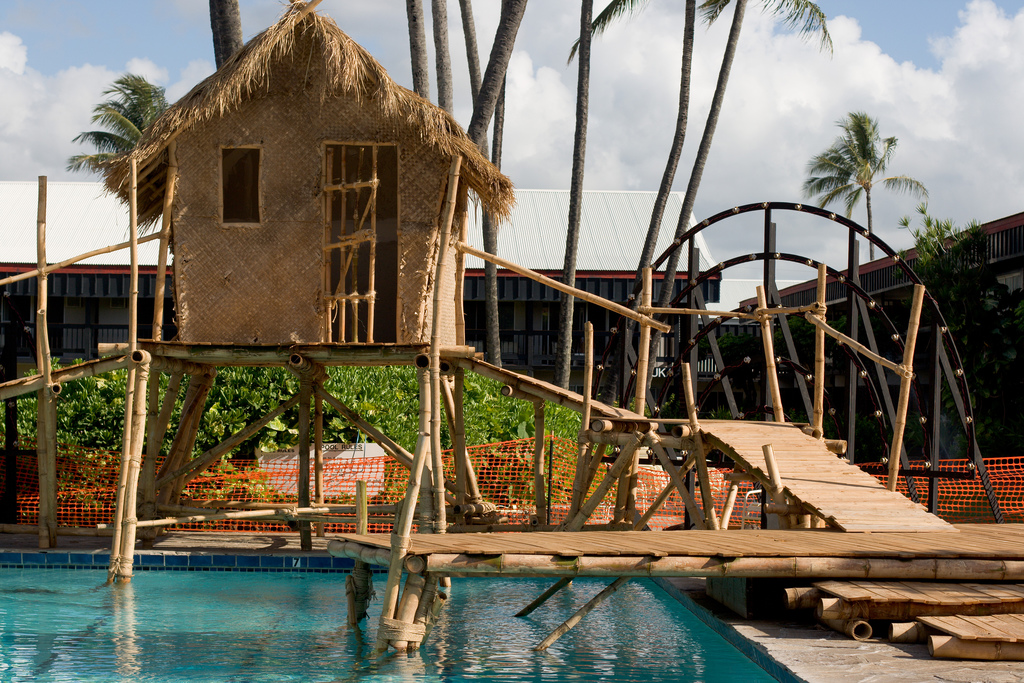
考艾岛上的这处电影外景地是片中塔格·史毕德曼发表“让我们做朋友”演说的取景地。

2008年11月18日，《热带惊雷》在美国发行和蓝光光盘，这时距电影在美加两国首映已经过了3个月，距院线放映周期结束也过了一星期。2009年1月26日，影片的家用媒体在英国发行。其中的特别花絮包括电影未分级的导演剪辑版本、评论音轨（其中有一条是由斯蒂勒、唐尼和布莱克讲解，并且唐尼还是以林肯·奥西里斯的身份解说，意指拉扎勒斯一直保持着入戏状态直到评论音轨结束）、多段花絮内容、删除镜头和不同的结局，还有伪纪录片《疯狂的雨》。
电影的家用媒体发行第一周就登上了多个录像带排行榜，在尼尔森视频扫描第一警报销售排行榜和尼尔森蓝光光盘排行榜上都名列第2位，即便不计算蓝光光盘销售收入，进账也达到1906万4959美元。出租市场方面，《热带惊雷》在《家用媒体杂志》的录像带出租排行榜上位居榜首。2008年影片的销售总收入达4227万1059美元，名列年度销售排行榜第28位。截至2009年9月，电影的一共售出了296.3万份，收入达4987万零248美元。

## 争议

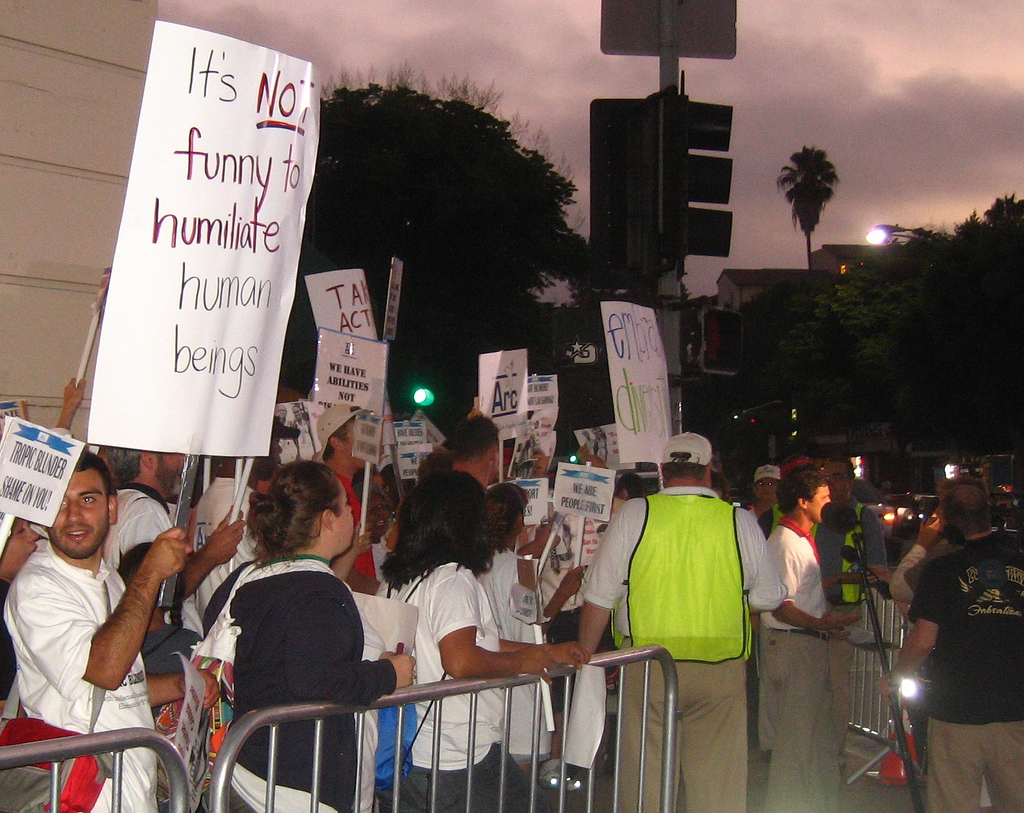
2008年8月11日，有团体对本片上映表示抗议。

残疾人权利倡导人士对《热带惊魂》提出批评，梦工厂为此于8月4日撤掉了《笨蛋阿瓜》的网站，多个团体对片中描绘的智障形象提出质疑。梦工厂的发言人表示：“我们听到了他们的顾虑，我们也明白在断章取义的情况下，这个网站看起来对残疾人缺乏同情心理”。包括特殊奥林匹克运动会和美国弧光会在内的20多个残疾人维权组织结成联盟，抗议片中大量使用“白痴”一词。梦工厂提议在8月8日向这些团体放映本片，以期确定影片是否仍然会让他们感到冒犯。这次放映之后推迟到了8月11日，和首映式是同一天。各团体派出代表观看了影片，这些代表认为自己受到了电影内容的冒犯，相应团体也就在电影的首映式举办地抗议。特殊奥林匹克运动会主席蒂莫西·施莱佛（Timothy Shriver）表示：“这部分人群为了基本权利已经奋斗了太久，所以不得不争扎着与好莱坞对抗。我们是在表明立场，不会再接受这种仇恨言论”。
包括残疾人权利倡导人士在内的一些观看过电影的人们指出，影片剧情中到处都有针对智障人士的攻击。他们敦促人们不要去看这部电影，称影片贬低存在精神残疾人士的同时，还会助长霸凌行为。斯蒂勒为自己的作品辩护，称“我们把电影放映过很多遍，这个问题直到很晚才浮现……在我看来，电影中的内容非常明确，只是在取笑那些试图通过严肃的角色去赢得电影奖项的演员”。编剧伊坦·柯亨认同斯蒂勒的观点：“一些人觉得这是在取笑残疾人，但我们实际上是在嘲笑那些把这些素材作为获奖资本的演员”。他还进一步列举了多位以扮演弱智或患自闭症角色的演员，称电影就是在取笑他们，如《雨人》中的达斯汀·霍夫曼、《阿甘正传》中的汤姆·汉克斯、《真情电波》中的小库珀·古丁和《我是山姆》中的西恩·潘。梦工厂的发言人没有直接就这些批评做出回应，而是称“《热带惊雷》……是一部讽刺好莱坞及其过分行为的级喜剧电影，为了体现这一立场，其中展现了身穿荒谬处境人物失当和夸张的所做所为”。影片的宣传广告做了调整，但电影本身的内容并没有因这些抗议活动而出现变化。作为对这些争议的回应，中的导演剪辑版在特别花絮中增加了公益广告，建议观众不要使用“白痴”一词，不过蓝光光盘版本中没有这样的内容。

## 音乐
2008年8月5日，《热带惊雷》的配乐唱片面世，这时距影片在院线上映还有一星期。配乐由西奥多·沙皮洛作曲，好莱坞演播室交响乐团演奏。网站的威廉·鲁尔曼（William Ruhlmann）给予乐曲正面评价，称这是“……由内部人士执笔，对好莱坞动作电影音乐史深切而明显的讽刺”。网站的托马斯·辛普森（Thomas Simpson）则称其“……融搞笑、严肃、摇滚和伟大的音乐于一体”。
电影中有5首歌曲没有包含在原声带里，分别是悄声暴动合唱团的、滚石乐队的、水牛春田合唱团的、佛罗·里达和的以及卢达克里斯的。原声带中收录了诱惑合唱团、汉默（MC Hammer）、克里登斯清水复兴合唱团、埃德温·斯塔尔（Edwin Starr）及其他艺术家的作品。水晶疗法乐团的单曲由瑞安·帕特里克·马金（Ryan Patrick Maginn，又名）演绎，对音乐做了重混录制。这张唱片一经发行就在《告示牌》畅销原声带唱片榜上名列第20位，并且最高在《告示牌》的畅销独立唱片榜上名列第39位。网站的詹姆斯·克里斯托弗·蒙哥（James Christopher Monger）将本片的音乐与《野战排》、《全金属外壳》和《阿甘正传》相比，觉得乐曲虽然“……有趣，但听起来略有些20世纪70年代末那种老式的音乐唱片汇编在一起，然后再加上一些来自未来的加量曲目混合起来的感觉”。
| 曲目名单 | 曲目名单 | 曲目名单                                                                                | 曲目名单               | 曲目名单 |
| 曲序     | 曲目     | 词曲                                                                                    | 艺人                   | 时长     |
| -------- | -------- | --------------------------------------------------------------------------------------- | ---------------------- | -------- |
| 1.       | （）     | 肯·乔丹（Ken Jordan）、斯科特·柯克兰（Scott Kirkland）、汤姆·莫雷洛（Tom Morello）                                         | 水晶疗法乐团           | 5:11     |
| 2.       |          | 巴雷特·斯壮（Barrett Strong）、诺曼·惠特菲尔德（Norman J. Whitfield）                                                    | 诱惑合唱团             | 4:08     |
| 3.       |          | 约翰·弗杰提（John Fogerty）                                                                         | 克里登斯清水复兴合唱团 | 3:05     |
| 4.       |          | ·克尔利（M.C.Curly）、大卫·弗尔斯坦（David Fairstein）、弗兰克·彼得森（Frank Peterson）                                       | 谜                     | 4:13     |
| 5.       |          | 里克·詹姆斯（Rick James）、汉默、阿朗佐·米勒（Alonzo Miller）                                                  | 汉默                   | 4:14     |
| 6.       |          | 尼克·格兰特（Nick Grant）                                                                         | 本·吉斯乔伊（Ben Gidsjoy）        | 5:00     |
| 7.       |          | 迪诺·菲卡里斯（Dino Fekaris）、尼古拉斯·扎萨斯（Nickolas Zesses）                                                  |                        | 3:51     |
| 8.       |          | 阿尔文·李                                                                               | 十年后合唱团           | 3:43     |
| 9.       |          | 霍伊特·阿克斯顿（Hoyt Axton）                                                                     | 舞狼乐队               | 5:48     |
| 10.      |          | 杰夫·巴里（Jeff Barry）、让内特·杜波依斯（Ja'net Dubois）                                                      | 让内特·杜波依斯        | 1:08     |
| 11.      |          | 埃德加·温特（Edgar Winter）                                                                         | 埃德加·温特合唱团      | 4:45     |
| 12.      |          | 丹·希尔（Dan Hill）、巴里·曼（Barry Man）                                                                | 丹·希尔                | 4:08     |
| 13.      |          | 斯壮、诺曼·惠特菲尔德                                                                   | 埃德温·斯塔尔          | 4:08     |
| 14.      |          | 西斯科·阿德勒（Cisco Adler）、达里尔·法默（Darryl Farmer）、米卡·吉文斯（Micah Givens）、罗纳德·杰克逊（Ronald Jackson）、布兰登·T·杰克逊 | 布兰登·T·杰克逊        | 3:23     |
| 15.      |          | 西斯科·阿德勒 、达里尔·法默、米卡·吉文斯、罗纳德·杰克逊、布兰登··杰克逊                 | 卢达克里斯             | 4:34     |

## 衍生作品
汤姆·克鲁斯在2010年MTV电影大奖颁奖典礼上再次扮演了莱斯·格罗斯曼一角。2010年6月9日，有报道称本片将推出围绕格罗斯曼一角发展的衍生电影。剧本由《歪小子斯科特对抗全世界》（Scott Pilgrim vs. the World）和《X计划》的编剧迈克尔·巴考尔（Michael Bacall）编写。2012年3月，巴考尔表示，电影中会揭露格罗斯曼暴躁脾性的缘起。2022年有消息稱，克魯斯與製片人克里斯托夫·迈考利正在策畫三部給克魯斯演的新作品，其中一部便是與《開麥拉驚魂》的格罗斯曼有關。